# Pseudaphelia flavomarginata
Pseudaphelia flavomarginata is een vlinder uit de familie nachtpauwogen (Saturniidae), onderfamilie Saturniinae.
De wetenschappelijke naam van de soort is voor het eerst geldig gepubliceerd door Gaede in 1915.